# Iglesia de San Simón de Rojas (Valladolid)
La Iglesia de San Simón de Rojas es un templo moderno ubicado en Valladolid. Se encuentra ubicado en el barrio de covaresa.

## Historia y estilo
Edificio de reciente construcción con forma piramidal. Está dedicado a Simón de Rojas, que es oriundo de esa ciudad.
- Datos: Q5911365